# 东沙洪水电站
东沙洪水电站是湄公河干流上一座建设中的水力发电站，位于老挝南部占巴塞省的孔恩瀑布附近，距离老挝-柬埔寨国界仅有两公里。

## 工程
水电站由一家称为Mega First Corporation Berhad的马来西亚公司承办。公司下属的东沙洪电力公司注册于英属维尔法京群岛。
截止2017年12月31日，栋沙宏水电站工程已经完成了46.5%，预计到了2018年12月31日可达80%。这项初步估计耗资7亿美金的工程在业主的精密筹划下，总成本已降至4.01亿美金。此外，
水电站预测可在2019年12月份的法定完工期之前3到6个月竣工。水电站设计成260MW，年产量为2000GWH。2018年3月15日，第1号机管型座内锥顺利完成吊装，为后期主机设
备安装打下了坚实的基础。

## 法律程序
东沙洪水电站计划是第二个诉诸湄公河委员会“通知、事前协商与协议程序”的干流项目。
2014年6月30日，老挝政府正式向湄公河委员会及其成员国通知东沙洪水电站计划。
2014年7月25日，湄公河委员会的联合委员会开始就该项目进行事前协商。
2015年6月，湄公河委员会宣布其无法就该计划达成协议，后续协商将通过政府间外交途径继续。